# Liste der Monuments historiques in Andrezel
Die Liste der Monuments historiques in Andrezel führt die Monuments historiques in der französischen Gemeinde Andrezel auf.

## Liste der Objekte
| Bezeichnung                                        | Beschreibung                                                                | Standort                              | Kennzeichnung | Schutzstatus | Datum | Bild |
| -------------------------------------------------- | --------------------------------------------------------------------------- | ------------------------------------- | ------------- | ------------ | ----- | ---- |
| Banktruhe                                          | Holz, 17. und 19. Jahrhundert                                               | in der Kirche St-Jean-Baptiste (Lage) | PM77004158    | Inscrit      | 1982  |      |
| Chorschranke                                       | Schmiedeeisen, Ende des 18. Jahrhunderts                                    | in der Kirche St-Jean-Baptiste (Lage) | PM77004150    | Inscrit      | 1982  |      |
| Epitaph für Jacques de Viole und Séraphin de Viole | Marmor, Stein, 1613                                                         | in der Kirche St-Jean-Baptiste (Lage) | PM77000009    | Classé       | 1955  |      |
| Retable und Skulptur Heiliger Rochus               | Holz, farbig gefasst, 18. Jahrhundert                                       | in der Kirche St-Jean-Baptiste (Lage) | PM77000012    | Classé       | 1968  |      |
| Zwei Hocker für Kantoren                           | Holz, 19. Jahrhundert                                                       | in der Kirche St-Jean-Baptiste (Lage) | PM77004156    | Inscrit      | 1982  |      |
| Ewiges Licht                                       | Kupfer, 19. Jahrhundert                                                     | in der Kirche St-Jean-Baptiste (Lage) | PM77004155    | Inscrit      | 1982  |      |
| Grabplatte für Pierre Boutillier                   | Stein, 1618                                                                 | in der Kirche St-Jean-Baptiste (Lage) | PM77004154    | Inscrit      | 1982  |      |
| Gerahmtes Kruzifix                                 | Holz, teilweise vergoldet; Korpus, 18. Jahrhundert; Rahmen, 17. Jahrhundert | in der Kirche St-Jean-Baptiste (Lage) | PM77004405    | Inscrit      | 1984  |      |
| Kanzel und Bank für die Kirchenpfleger             | Holz, 19. Jahrhundert                                                       | in der Kirche St-Jean-Baptiste (Lage) | PM77000011    | Classé       | 1967  |      |
| Fünf Chorbänke                                     | Holz, Ende des 18. Jahrhunderts                                             | in der Kirche St-Jean-Baptiste (Lage) | PM77003166    | Inscrit      | 1979  |      |
| Sechzehn Kirchenbänke                              | Holz, 19. Jahrhundert                                                       | in der Kirche St-Jean-Baptiste (Lage) | PM77004152    | Inscrit      | 1982  |      |
| Lesepult                                           | Schmiedeeisen, 18. Jahrhundert                                              | in der Kirche St-Jean-Baptiste (Lage) | PM77000008    | Classé       | 1906  |      |
| Epitaph für Mathurin Dablin                        | Marmor, Stein, 1639                                                         | in der Kirche St-Jean-Baptiste (Lage) | PM77000010    | Classé       | 1955  |      |
| Hauptaltar                                         | Retabel und Tabernakel; Holz, vergoldet, Anfang des 18. Jahrhunderts        | in der Kirche St-Jean-Baptiste (Lage) | PM77000007    | Classé       | 1906  |      |
| Taufbecken                                         | mit Abdeckung; Stein und Holz, um 1772                                      | in der Kirche St-Jean-Baptiste (Lage) | PM77004151    | Inscrit      | 1982  |      |
| Beichtstuhl                                        | Holz, erste Hälftes des 19. Jahrhunderts                                    | in der Kirche St-Jean-Baptiste (Lage) | PM77004153    | Inscrit      | 1982  |      |
| Brüstung der Empore                                | Holz, 18. Jahrhundert                                                       | in der Kirche St-Jean-Baptiste (Lage) | PM77004149    | Inscrit      | 1982  |      |
| Sakristeischrank                                   | Holz, 18. Jahrhundert                                                       | in der Kirche St-Jean-Baptiste (Lage) | PM77004159    | Inscrit      | 1982  |      |
| Banktruhe                                          | Holz, erste Hälfte des 19. Jahrhunderts                                     | in der Kirche St-Jean-Baptiste (Lage) | PM77004157    | Inscrit      | 1982  |      |